# Menhir de Gudhjem
Le menhir de Gudhjem est un menhir situé près de Gudhjem (en), commune de l'île de Bornholm, au Danemark.

## Situation
Il se dresse au nord-ouest de Gudhjem, dans une zone boisée située à une cinquantaine de mètres de la côte Baltique, au bord de la route Nørresand.